# St. Anger (singolo)
St. Anger è un singolo del gruppo musicale statunitense Metallica, pubblicato il 23 giugno 2003 come primo estratto dall'album omonimo.
Il brano vinse il Grammy Award alla miglior interpretazione metal e ricevette una nomination agli MTV Video Music Awards nella categoria "Best Rock Video", vinta però dai Linkin Park con Somewhere I Belong. Inoltre fu utilizzata come tema per il programma dell'evento di wrestling WWE SummerSlam 2003.

## Descrizione
Seconda traccia dell'album, il brano tratta la difficoltà nel controllare la propria ira, anche per trasformarla in energia positiva interiore. Il verso "Fuck it all and fuckin' no regrets, I hit the lights on these dark sets" è un riferimento a due brani del gruppo: Damage, Inc. (da Master of Puppets) e Hit the Lights (da Kill 'Em All).

## Pubblicazione
St. Anger è stato pubblicato nel mercato internazionale a partire dal 23 giugno 2003. Le varie versioni del singolo, commercializzato nei formati CD e 7", contengono come b-side alcuni brani originariamente realizzati dal gruppo punk rock Ramones e scartati durante le sessioni che i Metallica tennero in occasione della loro partecipazione all'album tributo We're a Happy Family - A Tribute to Ramones del 2003.

## Video musicale
Il video, diretto dai The Malloys, è il primo che ha visto la partecipazione dell'attuale bassista Robert Trujillo ed è stato girato nella prigione statale di San Quintino, in California. Il gruppo ha suonato in varie parti del carcere, dinanzi a centinaia di detenuti entusiasti.

## Tracce
CD singolo (Regno Unito – parte 1)
1. St. Anger – 7:23 (James Hetfield, Lars Ulrich, Kirk Hammett, Bob Rock)
2. Commando – 1:48 (Jeffry Hyman, John Cummings, Douglas Colvin, Tamás Erdélyi) – originariamente interpretata dai Ramones
3. Today Your Love, Tomorrow the World – 2:13 (Jeffrey Hyman, John Cummings, Douglas Colvin, Tamás Erdélyi) – originariamente interpretata dai Ramones

CD singolo (Regno Unito – parte 2)
1. St. Anger – 7:23 (James Hetfield, Lars Ulrich, Kirk Hammett, Bob Rock)
2. Now I Wanna Sniff Some Glue – 1:40 (Jeffrey Hyman, John Cummings, Douglas Colvin, Tamás Erdélyi) – originariamente interpretata dai Ramones
3. Cretin Hop – 1:56 (Jeffrey Hyman, John Cummings, Douglas Colvin, Tamás Erdélyi) – originariamente interpretata dai Ramones
4. St. Anger (Video) – 5:50 (James Hetfield, Lars Ulrich, Kirk Hammett, Bob Rock)

7" (Regno Unito)
- Lato A

1. St. Anger – 7:23 (James Hetfield, Lars Ulrich, Kirk Hammett, Bob Rock)

- Lato B

1. We're a Happy Family – 2:26 (Jeffry Hyman, John Cummings, Douglas Colvin, Tamás Erdélyi) – originariamente interpretata dai Ramones

CD singolo (Germania)
1. St. Anger – 7:23 (James Hetfield, Lars Ulrich, Kirk Hammett, Bob Rock)
2. Cretin Hop – 1:56 (Jeffry Hyman, John Cummings, Douglas Colvin, Tamás Erdélyi) – originariamente interpretata dai Ramones

CD maxi-singolo (Germania)
1. St. Anger – 7:23 (James Hetfield, Lars Ulrich, Kirk Hammett, Bob Rock)
2. Commando – 1:48 (Jeffry Hyman, John Cummings, Douglas Colvin, Tamás Erdélyi) – originariamente interpretata dai Ramones
3. Today Your Love, Tomorrow the World – 2:13 (Jeffry Hyman, John Cummings, Douglas Colvin, Tamás Erdélyi) – originariamente interpretata dai Ramones
4. Now I Wanna Sniff Some Glue – 1:40 (Jeffry Hyman, John Cummings, Douglas Colvin, Tamás Erdélyi) – originariamente interpretata dai Ramones
5. St. Anger (Video) – 5:50 (James Hetfield, Lars Ulrich, Kirk Hammett, Bob Rock)

Download digitale
1. St. Anger – 7:23 (James Hetfield, Lars Ulrich, Kirk Hammett, Bob Rock)
2. Commando – 1:48 (Jeffry Hyman, John Cummings, Douglas Colvin, Tamás Erdélyi) – originariamente interpretata dai Ramones
3. Today Your Love, Tomorrow the World – 2:13 (Jeffry Hyman, John Cummings, Douglas Colvin, Tamás Erdélyi) – originariamente interpretata dai Ramones
4. Now I Wanna Sniff Some Glue – 1:40 (Jeffry Hyman, John Cummings, Douglas Colvin, Tamás Erdélyi) – originariamente interpretata dai Ramones

CD singolo (Giappone)
1. St. Anger – 7:23 (James Hetfield, Lars Ulrich, Kirk Hammett, Bob Rock)
2. Commando – 1:48 (Jeffry Hyman, John Cummings, Douglas Colvin, Tamás Erdélyi) – originariamente interpretata dai Ramones
3. Today Your Love, Tomorrow the World – 2:13 (Jeffry Hyman, John Cummings, Douglas Colvin, Tamás Erdélyi) – originariamente interpretata dai Ramones
4. Now I Wanna Sniff Some Glue – 1:40 (Jeffry Hyman, John Cummings, Douglas Colvin, Tamás Erdélyi) – originariamente interpretata dai Ramones
5. We're a Happy Family – 2:26 (Jeffry Hyman, John Cummings, Douglas Colvin, Tamás Erdélyi) – originariamente interpretata dai Ramones

## Formazione
Hanno partecipato alle registrazioni, secondo le note di copertina di St. Anger:
Gruppo
- James Hetfield – voce, chitarra
- Lars Ulrich – batteria
- Kirk Hammett – chitarra

Altri musicisti
- Bob Rock – basso

Produzione
- Bob Rock – produzione, registrazione, missaggio
- Metallica – produzione
- Mike Gillies – assistenza tecnica, montaggio digitale
- Eric Helmkamp – assistenza tecnica
- Vlado Miller – mastering

## Classifiche
| Classifica (2003)             | Posizione massima |
| ----------------------------- | ----------------- |
| Australia                     | 15                |
| Austria                       | 17                |
| Belgio (Fiandre)              | 43                |
| Danimarca                     | 4                 |
| Finlandia                     | 5                 |
| Germania                      | 15                |
| Irlanda                       | 12                |
| Italia                        | 23                |
| Norvegia                      | 6                 |
| Nuova Zelanda                 | 38                |
| Paesi Bassi                   | 12                |
| Regno Unito                   | 9                 |
| Spagna                        | 4                 |
| Stati Uniti (alternative)     | 17                |
| Stati Uniti (mainstream rock) | 2                 |
| Svezia                        | 9                 |
| Svizzera                      | 28                |